# Édouard Jules Gabrielli di Carpegna
Édouard Jules Gabrielli di Carpegna (Grenoble, 6 febbraio 1816 – Parigi, 30 marzo 1883) è stato un militare e funzionario francese, che ebbe un ruolo importante nelle vicende che portarono all’istituzione del protettorato francese su Tahiti e altre isole di quella che è oggi la Polinesia francese.

## Biografia

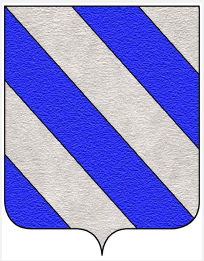
Stemma famiglia Carpegna

Di origine italiana, era figlio del conte romano Filippo Antonio Maria Gabrielli di Carpegna (San Roque, Cadice, 12 ottobre 1782 - Parigi, 22 marzo 1841), direttore del Museo d’Artiglieria di Parigi, naturalizzato francese il 20 giugno 1827 per decreto di Carlo X. La madre era Francesca Rodriguez de Carassa, nipote del generale di origine cubana Gonzalo O'Farrill, che per breve tempo fu due volte primo ministro del Regno di Spagna, sotto il regno di Carlo IV ed in seguito sotto quello di Giuseppe Bonaparte.
Arruolatosi nella Marina Reale francese, la Royale, e divenuto ufficiale, servì Cyrille Pierre Théodore Laplace durante il viaggio dell'Artémise (circumnavigazione del globo, 1837-1840) ed in seguito Abel Aubert Dupetit-Thouars sulla Reine Blanche (esplorazione dei mari australi, 1841-1842), presenziando alla presa di possesso delle isole Marchesi in nome della Francia, il 1º maggio 1842.
Arrivato a Tahiti nell’estate del 1842, è uno dei fautori del suo passaggio sotto protettorato francese (trattato del 9 settembre 1842). Con il console Jacques-Antoine Moerenhout (nominato commissario reale) e il capitano di corvetta Hyppolite Foucher d’Aubigny, è il più giovane dei tre membri del primo Consiglio di Governo Provvisorio di Tahiti, che in nome della Francia inizia ad amministrare le Isole della Società. L’anno successivo è nominato da Dupetit-Thouars capitano del porto di Papeete, la capitale del protettorato.
È uno degli artefici della progressiva affermazione del potere francese sulla Polinesia, continuando a far parte del Consiglio di Governo anche in seguito alla prima annessione di Tahiti alla Francia (6 novembre 1843), sotto il governatorato di Armand Joseph Bruat. Distintosi nei combattimenti di Mahaena e Hapapape nel 1844, riceve la nomina a cavaliere della Legion d’Onore il 17 ottobre dello stesso anno. Benvoluto e stimato dalle popolazioni locali, nel 1847 decide tuttavia di rientrare in Francia.
Serve ancora in Marina durante la guerra di Crimea (1855), e successivamente in Cina durante la seconda guerra dell'oppio (1858-1859). Per il suo ruolo nella stesura dei Trattati di Tientsin è promosso al grado di ufficiale della Legion d’Onore il 14 agosto 1858. Nominato capitano di fregata nel 1860, lascia il servizio attivo nel 1865.

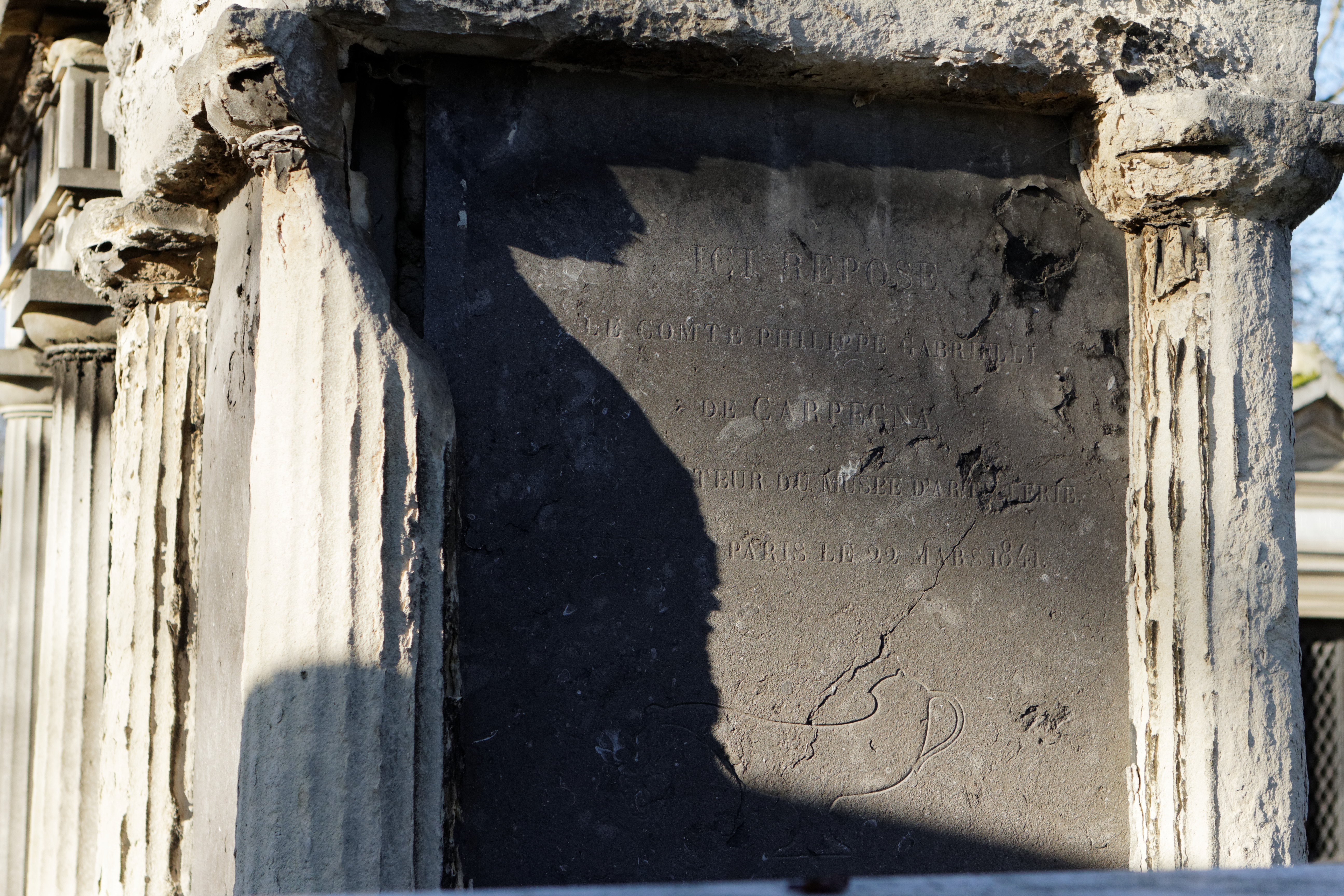
La sepoltura al cimitero di Père-Lachaise. Iscrizione in memoria del padre, Filippo Antonio Maria Gabrielli di Carpegna

Stabilitosi a Parigi in un appartamento al numero 3 del Quai Malaquais (VI arrondissement di Parigi), vi muore il 30 marzo 1883. È sepolto al cimitero di Père-Lachaise, insieme ai genitori, a Gonzalo O’Farrill e ad altri membri della famiglia Rodriguez de Carassa.
Aveva sposato con una cerimonia locale una donna tahitiana, Fee Nuu Tafaratea Teina a Poroi, da cui aveva avuto un figlio, Adolphe Marouo Théophile Poroi (1844-1918), costruttore e armatore, consigliere di Pomare V, ultimo re di Tahiti e più tardi, in seguito all'annessione di Tahiti alla Francia (1880), dei Governatori francesi. Da lui discende ancora oggi una delle più influenti famiglie di Tahiti, tra i cui esponenti spicca la figura di Alfred Poroi (1906-1994), fervente gaullista, sindaco di Papeete dal 1942 al 1966 e senatore della Polinesia francese dal 1962 al 1971.
Édouard Jules Gabrielli di Carpegna è ricordato da Herman Melville nel suo secondo romanzo, Omoo, basato sulle esperienze dell’autore nei mari del Sud.